# Hester Rebecca Nepping

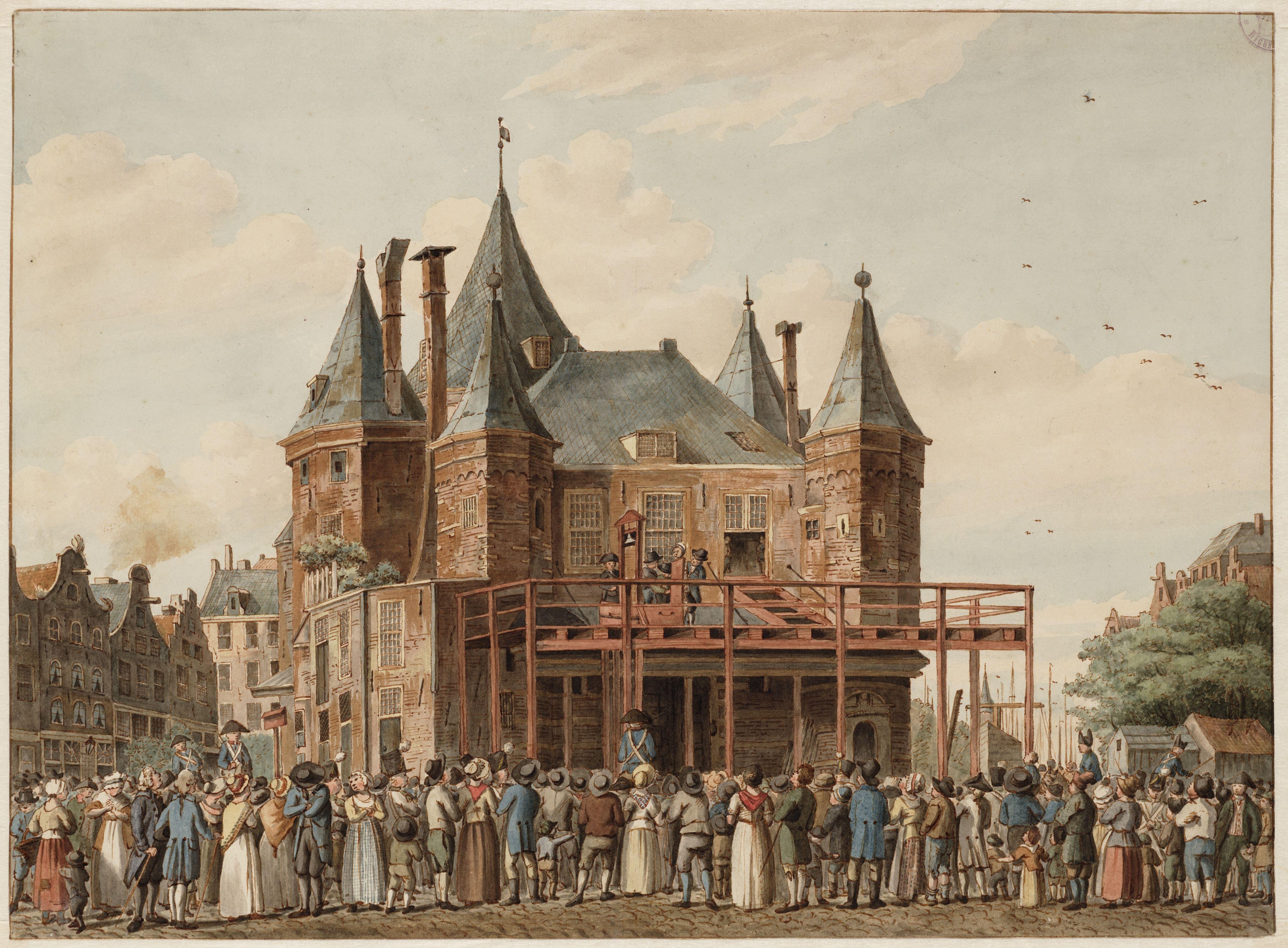
De terechtstelling van Hester Rebecca Nepping en haar medeplichtigen Adriana van Rijswijk en Gerrit Verkerk in 1812 voor de Waag op de Nieuwmarkt in Amsterdam, prent getekend door Gerrit Hulseboom

Hester Rebecca Neppingh (gedoopt Amsterdam 9 oktober 1774 – aldaar, 15 juni 1812) was een Nederlandse gifmengster, die in 1812 tot de guillotine werd veroordeeld.

## Biografie
Neppingh werd in 1774 geboren als dochter van de meesterschilder Johannes Neppingh en Cornelia Schram. Op haar negentiende trouwde ze met de Amsterdamse tabakswinkelier Jan Brummelkamp. Vanwege schulden verlieten ze de hoofdstad in 1800 voor Loenen aan de Vecht en later Hilversum, waar Brummelkamp wederom een tabakswinkel opende. Nadat ook die nering faalde, verhuisden ze in 1805 naar Hall, waar ze beiden in een papiermolen werkten.

## Erfenis
In 1808 verkreeg Nepping een aanzienlijke erfenis, waaronder een huis in Wijk bij Duurstede en vijfduizend gulden contant. Het echtpaar verhuisde naar dat stadje en Brummelkamp kocht er een papierververij. Ook dit bedrijf ging op de fles. Nepping had inmiddels een buitenechtelijke relatie met de Wijkse stadsbode Gerrit Verkerk. De erfenis raakte op en het echtpaar nam kostgangers in huis: het bejaarde echtpaar Beerenburg-Vinjole met een (schoon)zuster. Zij moesten levenslang verzorgd worden, voor drieduizend gulden ineens, met na hun overlijden nog een aanvullend bedrag.

## Moorden
Mevrouw Beerenburg bleek geen makkelijke kostgangster. Nepping beraamde samen met haar dienstmeisje Adriana van Rijswijk de moord op de vrouw. Beerenburg overleed op 31 augustus 1811. Op 9 november stierf ook Neppings oude vader die bij haar inwoonde, en twee dagen later Jan Brummelkamp. De sterfgevallen wekten argwaan, de lijken werden opgegraven en sectie wees op arsenicumvergiftiging. Nepping en Van Rijswijk werden gearresteerd, evenals de minnaar Verkerk die het arsenicum had verschaft. In januari 1812 werden ze vastgezet in Amsterdam, waar het proces zou plaatsvinden. Alle drie de verdachten legden (gedeeltelijke) bekentenissen af. Het hof van assisen te Amsterdam achtte twee van de moorden bewezen en veroordeelde het drietal tot de doodstraf. Vanaf 1810 gold vanwege de annexatie van Nederland bij het Eerste Franse Keizerrijk het Franse strafrecht en voor hoger beroep moest men naar het Hof van Cassatie in Parijs. Dit hof bevestigde het vonnis van het Amsterdamse Hof en op 15 juni 1812 werd het vonnis voltrokken met behulp van een guillotine op de Nieuwmarkt in Amsterdam. Het was de enige keer dat een doodvonnis in Amsterdam op die wijze ten uitvoer werd gelegd.